# Hulă

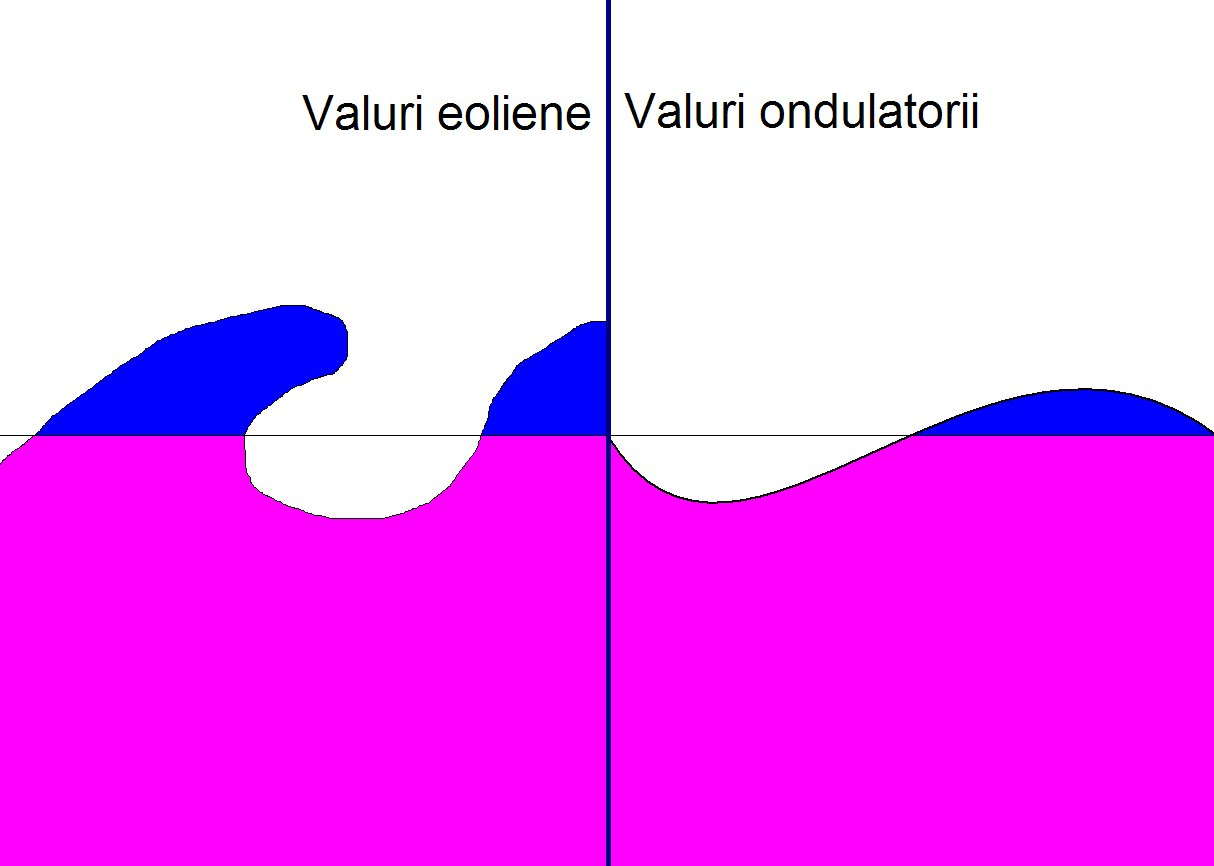
Tipurile principale de hule

Hulă se numește o mișcare ondulatorie a apei de la suprafața mării sau oceanului, ce continuă și după încetarea vântului care a provocat-o.
Hula se caracterizează prin valuri regulate, stabilizate, cu pante line și cu creste rotunjite. O astfel de agitație a mării precede uneori o furtună, dar cel mai adesea apare după o furtună, în faza de liniștire a acesteia. Valurile de hulă au o lungime mare, suprafața lor este netedă, iar direcția de propagare a acestora continuă să fie aceeași cu direcția vîntului care a bătut anterior. În timpul hulei, moleculele de apă nu execută o mișcare de translație, ci descriu orbite circulare în sens direct, dând numai impresia unei deplasări. Valurile de hulă regulate constituie o raritate, deși sunt semnalate adeseori de către navigatori. În majoritatea cazurilor se face o confuzie între valurile obișnuite de vânt și cele de hulă. 
Când hula de ocean are o direcție de propagare opusă vântului, ea poartă denumirea de hulă contrarie.
Valurile de hulă care ajung în zona costieră pe mare calmă, înaintea furtunii sau care se mențin mult timp după ce vântul a încetat să bată, poartă denumirea de hulă de fund. Astfel de valuri se formează în largul mării sau oceanului și se propagă la mari distanțe.
După încetarea furtunilor puternice de pe oceane se produce o agitație a apei cu valuri lungi și creste rotunde, care se succed cu regularitate. Este cunoscută sub denumirea de hulă lungă.